# 西海市立大瀬戸小学校
西海市立大瀬戸小学校（さいかいしりつ おおせとしょうがっこう, Saikai City Oseto Elementary School）は、長崎県西海市大瀬戸町にある公立小学校。略称は「大瀬戸小」（おおせとしょう）。
2013年（平成25年）4月に市内の小学校3校・分校1校が統合されて開校した。

## 概要
歴史
西海市の公立中学校規模適正化に伴い、2013年（平成25年）4月に、大瀬戸地区の以下の小学校3校・分校1校を統合して開校した。市町村合併で西海市が発足してからは、小学校では初の統合となる。
- 西海市立瀬戸小学校（せと）- 〒857-2302 大瀬戸町樫浦郷2159
- 西海市立多以良小学校（たいら）- 〒857-2312 大瀬戸町多以良内郷2170（北緯32度58分6.7秒 東経129度38分45.1秒 / 北緯32.968528度 東経129.645861度）
- 西海市立松島小学校（まつしま）- 〒857-2531 大瀬戸町松島内郷416（北緯32度56分11.8秒 東経129度36分58.0秒 / 北緯32.936611度 東経129.616111度）
- 西海市立雪浦小学校幸物分校（こうぶつ）- 〒857-2321 大瀬戸町雪浦幸物郷248-2（（北緯32度56分59.1秒 東経129度42分45.8秒 / 北緯32.949750度 東経129.712722度）

校区
住所表記で西海市大瀬戸町の後に「瀬戸・多以良・松島」が続く地域。中学校区は西海市立大瀬戸中学校。
校章
校章デザイン - 奥野和夫（グラフィックデザイナー）
『大瀬戸の頭文字「Ｏ」で海を描き、旧大瀬戸町の花「スイセン」の花を組み合わせ、大きな夢と希望を持って健やかに成長してほしいという願いを表現している。
「Ｏ」の字で描かれた海に大きな夢（水色）を、スイセンの花に希望（金色または黄色）を組み合わせ、「小」の字の緑色に郷土を思う心を象徴させている。（背景は濃い青色）』
校歌
作詞は指方美智子、作曲は指方浩による。統合の際に新校歌が制定された。歌詞は3番まであり、最後に「大瀬戸小学校」が登場する。
校舎
旧・瀬戸小学校のものを使用していたが、2014年（平成26年）10月31日に校舎大規模改修工事が完了。
通学手段
松島地区は離島なので、船（スクールボート）で通う。

## 沿革
前史（瀬戸小学校）

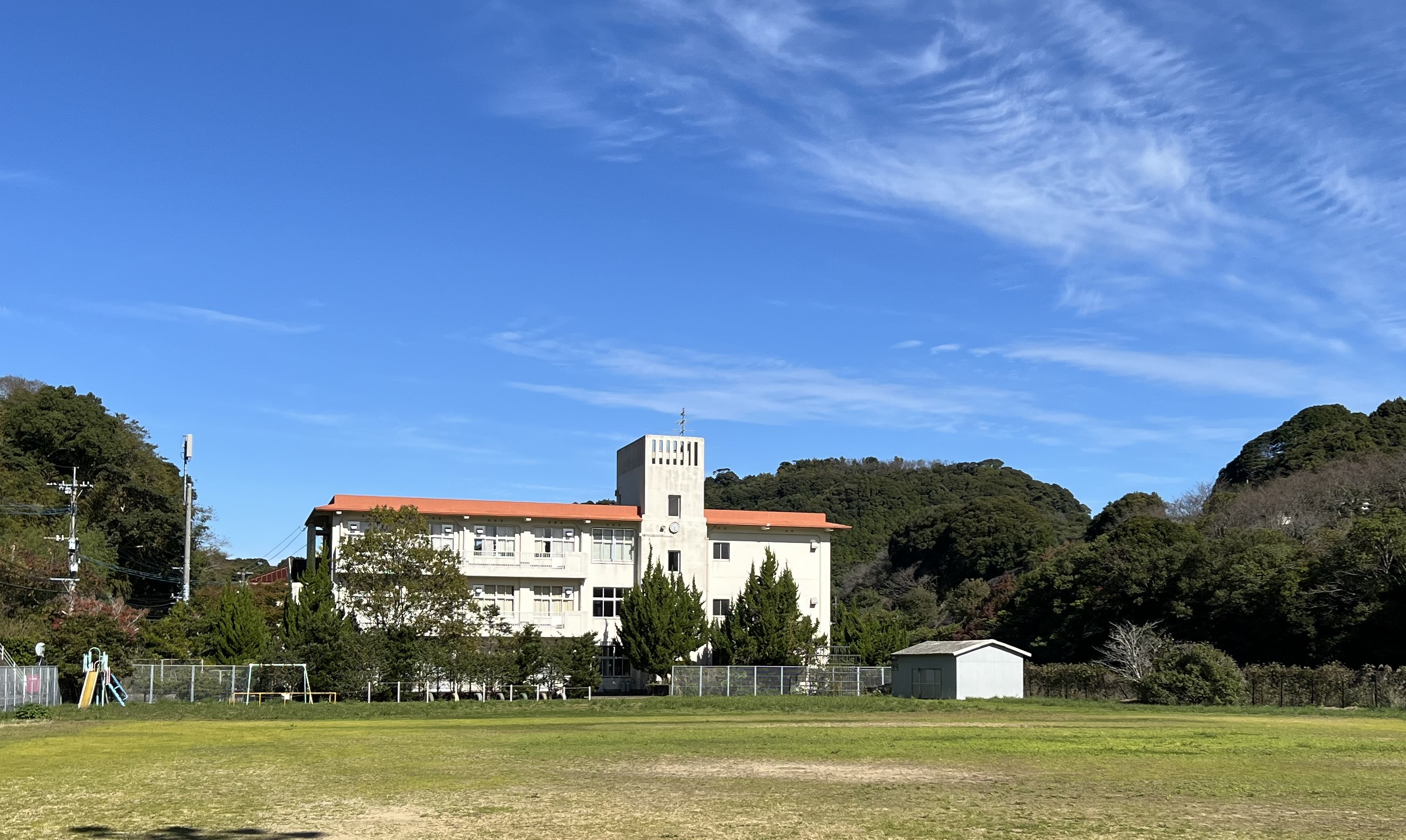
旧・多似良小学校跡

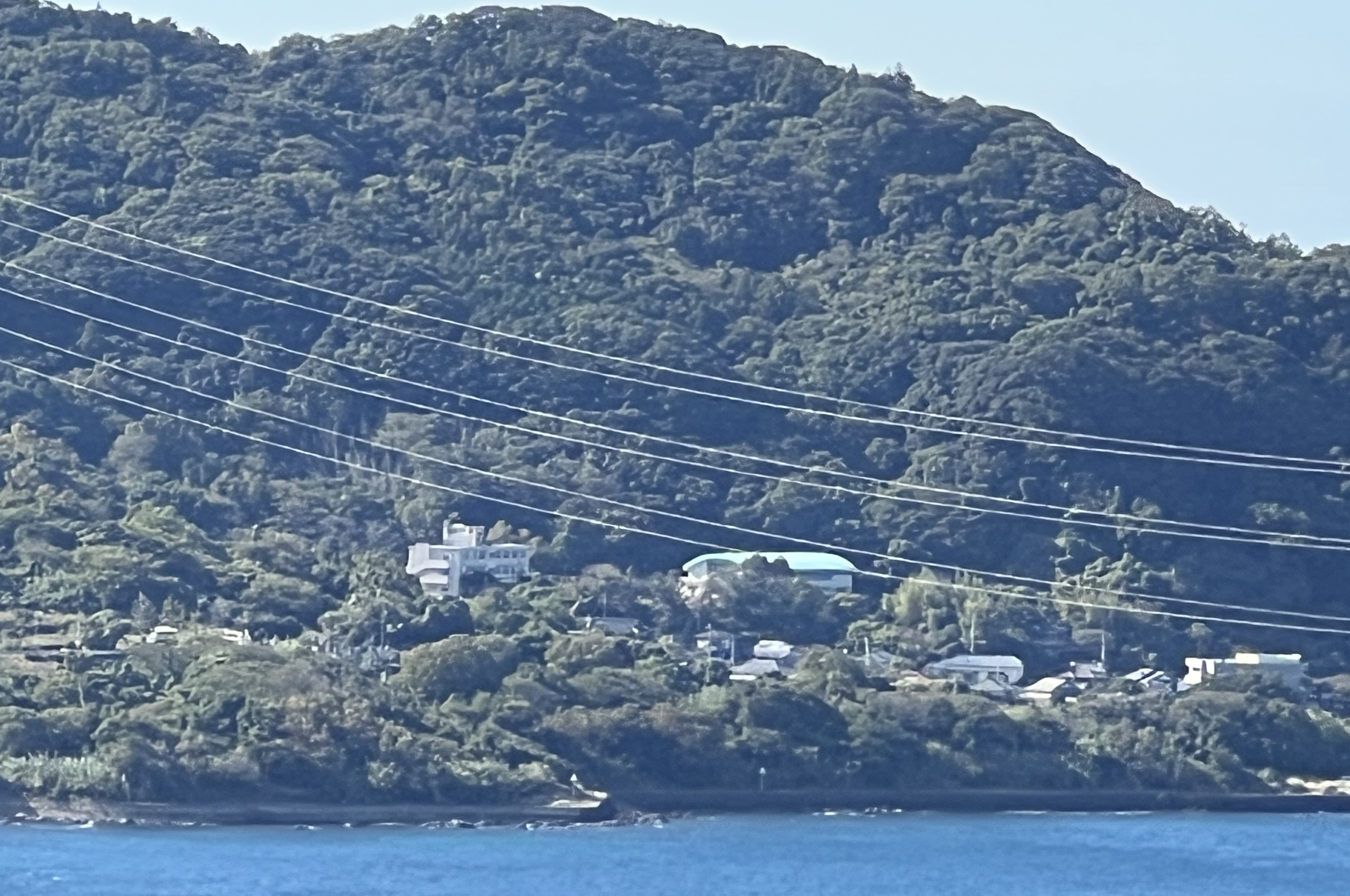
旧・松島小学校跡。大瀬戸町瀬戸樫浦郷からの眺め。

- 1873年（明治6年）- 西浜郷の旧庄屋跡に「瀬戸小学校」が開校。後に瀬戸ノ谷大番所跡に移転し、 板浦・福島・羽出川の3ヶ所に分校を設置。
- 1887年（明治20年）- 分校を廃止し、「尋常瀬戸小学校」に改称。第五高等小学校（修業年限2年）が併置され、尋常小学校卒業者（修業年限4年）が入学する。
- 1892年（明治25年）- 第五高等小学校が廃止され、その代わりに高等科（修業年限3年）を併置し、「瀬戸尋常高等小学校」と改称。
- 1903年（明治36年）- 平屋建ての新校舎が完成し、移転を完了。
- 1908年（明治41年）- 小学校令の改正により、修業年限が尋常科6年・高等科2年となり、尋常科の6年間が義務教育となる。
- 1910年（明治43年）- 農業補習学校が併置される。（板浦、羽出川に分教場を設置）
- 1914年（大正3年）- 校舎を2階建てに増築。
- 1935年（昭和10年）4月1日 - 青年学校令の公布により、併設の農業補習学校が青年学校となる。
- 1941年（昭和16年）4月1日 - 国民学校令の公布により、「瀬戸町国民学校」に改称。
- 1947年（昭和22年）4月1日 - 学制改革（六・三制の実施）が行われる。
  - 瀬戸町国民学校の初等科が改組され、「瀬戸町立瀬戸小学校」が発足。
  - 瀬戸町国民学校の高等科が改組され、瀬戸町立瀬戸中学校（新制中学校）が発足し、瀬戸小学校に併設される。初等科修了者、高等科および青年学校の在校生を収容。
- 1949年（昭和24年）- 南校舎が完成。
- 1955年（昭和30年）2月11日 - 大瀬戸町の発足[2]により、「大瀬戸町立瀬戸小学校」に改称。
- 1960年（昭和35年）- 西側新校舎2階建て2教室が完成。
- 1972年（昭和47年）- 新校舎が完成。
- 1973年（昭和48年）- 校歌を制定（作詞は中山シキ、作曲は中山広による）
- 1980年（昭和55年）- 体育館が完成。
- 1990年（平成2年）- 図書室に堀内文庫を設置。
- 2001年（平成13年）- 耐震補強工事が完了。
- 2002年（平成14年）- 被爆2世クスノキを植樹。
- 2005年（平成17年）4月1日 - 西海市の発足に伴い、「西海市立瀬戸小学校」と改称。
- 2013年（平成25年）3月31日 - 統合により閉校。校舎は新・大瀬戸小学校に継承される。

前史（多以良小学校）
- 1873年（明治6年）- 「多以良小学校」が多以良村字道目木に設立される。
- 1883年（明治16年）- 多以良村字上郷に校舎を改築。
- 1886年（明治19年）- 小学校令の公布により、「簡易多以良小学校」に改称。
- 1893年（明治26年）- 小学校令の改正により、「多以良尋常小学校」と改称。
- 1909年（明治42年）9月1日 - 新校舎が完成し、開校式を挙行。これ以降9月1日を開校記念日と制定。
- 1915年（大正4年）- 校歌を制定。
- 1923年（大正12年）12月1日 - 木造総2階建ての増築工事が完了。
- 1941年（昭和16年）4月1日 - 国民学校令の公布により、「多以良村国民学校」に改称。
- 1947年（昭和22年）4月1日 - 学制改革（六・三制の実施）が行われる。
  - 多以良村国民学校の初等科が改組され、「多以良村立多以良小学校」が発足。
  - 多以良村国民学校の高等科が改組され、多以良村立多以良中学校（新制中学校）が発足し、多以良小学校に併設される。初等科修了者、高等科の在校生を収容。
- 1955年（昭和30年）2月11日 - 大瀬戸町の発足により、「大瀬戸町立多以良小学校」に改称。
- 1956年（昭和31年）- 木造モルタル2階建ての新校舎増改築が完了。
- 1969年（昭和48年）- 創立100周年記念事業として小学校発祥の地記念碑（3基）を設置。
- 1975年（昭和50年）3月31日 - 多以良中学校が大瀬戸中学校に統合され閉校したため、中学校との併設を解消。
- 1979年（昭和54年）- 多以良地区グラウンドが完成し、小学校の運動場として併用。
- 1983年（昭和58年）- 新校舎・体育館が完成。
- 1993年（平成5年） - 完全給食を開始。
- 1997年（平成9年）- コンピュータ教室が完成し、パソコンを設置。
- 2005年（平成17年）4月1日 - 西海市の発足に伴い、「西海市立多以良小学校」と改称。
- 2006年（平成18年）-「多以良ん子どんば育て隊[3]」（学校支援会議）が発足。
- 2013年（平成25年）3月31日 - 統合により閉校。跡地は西海市農業振興公社として利用されている。

前史（松島小学校）
- 1873年（明治6年）- 公立の「松島小学校」が庄屋屋敷に設立される。後に戸長役所も併合。
- 1886年（明治19年）- 小学校令の公布により、「尋常松島小学校」と改称。修業年限を4年（義務教育期間）とする。
- 1887年（明治20年）- 「松島尋常小学校」と改称し、修業年限1年の補修科を設置。
- 1892年（明治25年）- 2階建ての校舎を1棟増築。
- 1901年（明治34年）- 2階建ての校舎を1棟増築。高等科を設置し、「松島尋常高等小学校」と改称。
- 1902年（明治35年）- 第二運動場を増設。
- 1908年（明治41年）- 小学校令の改正により、修業年限が尋常科6年・高等科2年となり、尋常科の6年間が義務教育となる。校舎附属のため、時間を分けて二部授業を実施。
- 1909年（明治42年）- 外平分教場を設置し、尋常科1～4年生を収容。
- 1914年（大正3年）-  第1・第2校舎を改築したことにより、二部授業を解消。
- 1923年（大正12年）- 内浦分教場を設置。
- 1926年（大正15年）- 校舎を増築。松島手芸女学校を併設。
- 1928年（昭和3年）- 外平分教場を新築し、移転を完了。
- 1938年（昭和13年）- 外平・内浦分教場を廃止。
- 1941年（昭和16年）4月1日 - 国民学校令の公布により、「松島村国民学校」に改称。
- 1947年（昭和22年）4月1日 - 学制改革（六・三制の実施）が行われる。
  - 松島村国民学校の初等科が改組され、「松島村立松島小学校」が発足。
  - 松島村国民学校の高等科が改組され、松島村立松島中学校（新制中学校）が発足し、松島小学校に併設される。初等科修了者、高等科の在校生を収容。
- 1948年（昭和23年）- 学校図書館を設立。
- 1955年（昭和30年）2月11日 - 大瀬戸町の発足により、「大瀬戸町立松島小学校」に改称。
- 1963年（昭和38年）- 給食室が完成。
- 1969年（昭和41年）- 松島中学校の新校舎が完成し移転を完了したため、併設を解消。老朽化した第3校舎を解体。
- 1973年（昭和48年）- 創立100周年を迎える。
- 1975年（昭和50年）
  - この年 - 校歌を制定（作詞は入口健爾、作曲は岩本武保による）。
  - 4月1日 - 松島中学校が大瀬戸中学校の松島分校となる[4]。
- 1976年（昭和51年）4月1日 - 複式学級を開始。
- 1981年（昭和56年）- 松島分校（旧・松島中学校）の廃止により、分校（旧・中学校）校舎へ移転。体育館・渡り廊下が完成。
- 1990年（平成2年）- 図書室が完成。
- 1993年（平成5年）- 給食センターの設置に伴い、完全給食を実施。
- 1997年（平成9年）- コンピュータ教室が完成し、パソコンを設置。
- 1998年（平成10年）- プールが完成。
- 2003年（平成15年）
  - 4月1日 - 児童数の減少により完全複式学校となる。
  - この年 - 保育園・小学校・地区民合同運動会を開催。
- 2005年（平成17年）4月1日 - 西海市の発足に伴い、「西海市立松島小学校」と改称。
- 2008年（平成20年）- 合同運動会の名称を「松島きばろうDAY[5]」に改称。
- 2013年（平成25年）3月31日 - 統合により閉校。

前史（雪浦小学校幸物分校）

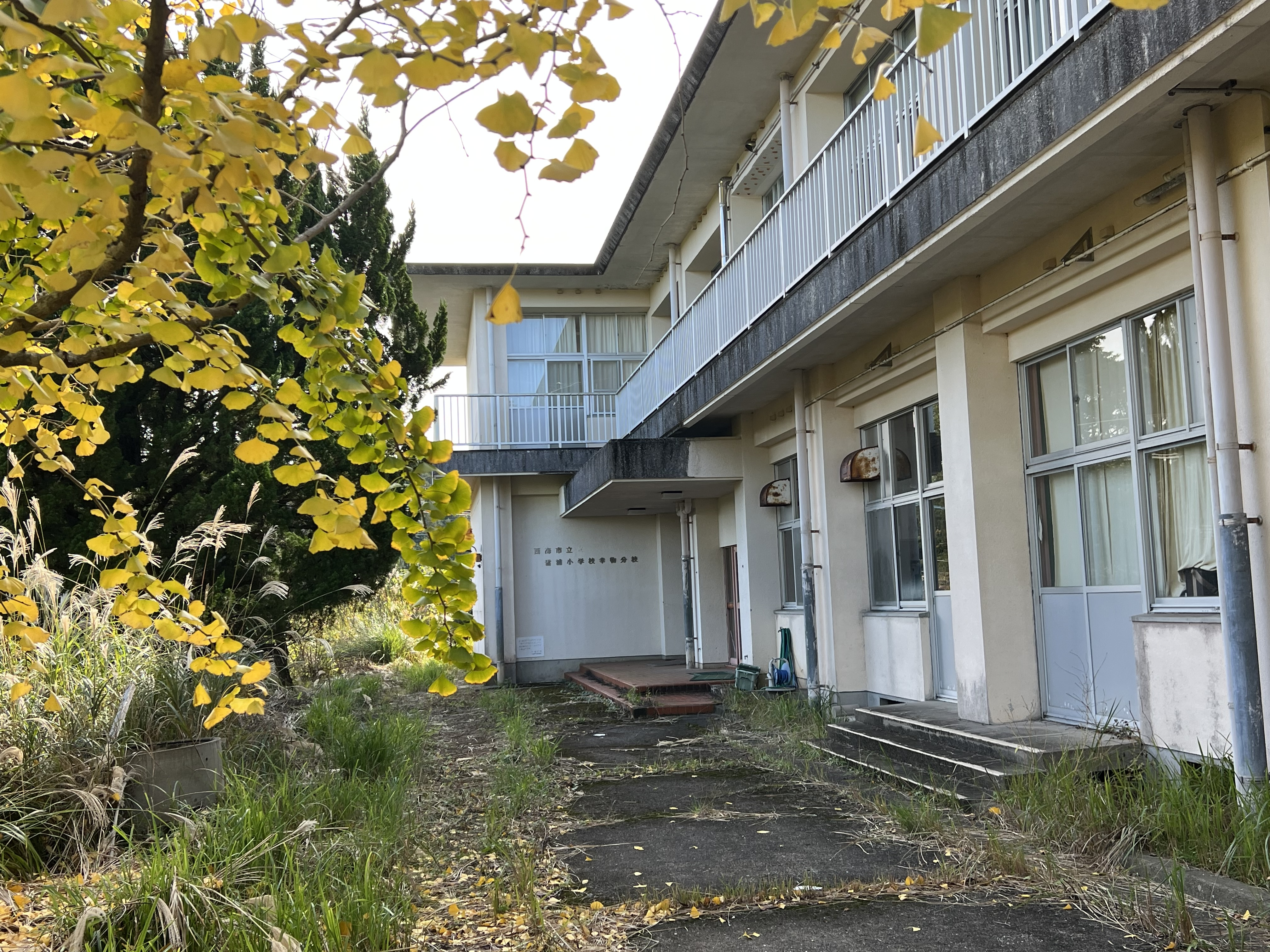
旧・雪浦小学校 幸物分校

- 1936年（昭和11年）4月1日 - 「雪浦尋常高等小学校 幸物分教場」として幸物・山手・藤原地区の尋常科4年生までの児童を収容し、授業を開始。
- 1941年（昭和16年）4月1日 - 国民学校令の施行により、「雪浦村国民学校 幸物分教場」に改称。
- 1947年（昭和22年）4月1日 - 学制改革により、「雪浦村立雪浦小学校 幸物分校」に改称。1～6年生を収容し2学級編成とする。
- 1954年（昭和29年）- 電気を導入。
- 1955年（昭和30年）2月11日 - 大瀬戸町の発足により、「大瀬戸町立雪浦小学校幸物分校」に改称。
- 1956年（昭和31年）- 校舎を増築し、3学級編成となる。
- 1961年（昭和36年）- 運動場を拡張。
- 1962年（昭和37年）- へき地集会所が完成。
- 1963年（昭和38年）- 脱脂粉乳給食を廃止しミルク給食が始まる。
- 1964年（昭和39年）- 5学級編成となる。
- 1966年（昭和41年）- 校歌を制定（作詞:山口平作、作曲:山口健作）。
- 1978年（昭和53年）- 分校に教頭が配置される。
- 1979年（昭和54年）- 新校舎、新運動場が完成。
- 1993年（平成5年）- 給食センター設置に伴い、完全給食を実施。
- 1995年（平成7年）- 体育館が完成。トイレの水洗化を完了。
- 2005年（平成17年）4月1日 - 西海市の発足により、「西海市立雪浦小学校幸物分校」と改称。
- 2013年（平成25年）3月31日 - 閉校。

統合・大瀬戸小学校
- 2013年（平成25年）4月1日 - 以上の小学校3校・分校1校を統合の上、「西海市立大瀬戸小学校」（現校名）が開校。校舎は旧・瀬戸小学校のものを使用。
- 2014年（平成26年）10月31日 - 校舎の大規模改修工事を完了。

## 交通アクセス
最寄りのバス停
- さいかい交通「西海市役所前」

道路
- 国道202号

## 周辺
- 西海市役所
- 大瀬戸歴史民俗資料館
- 大瀬戸郵便局
- 西海警察署
- 西海市立大瀬戸中学校
- 長崎県立西彼杵高等学校
- 佐世保市消防局 東消防署 大瀬戸出張所
- 大瀬戸総合運動公園・体育館
- 大瀬戸カトリック教会

## 参考資料
- 大瀬戸地区小学校適正配置（学校統合）実施計画 ～よりよい教育環境の実現に向けて～（PDF）- 西海市教育委員会